# International Standard Serial Number

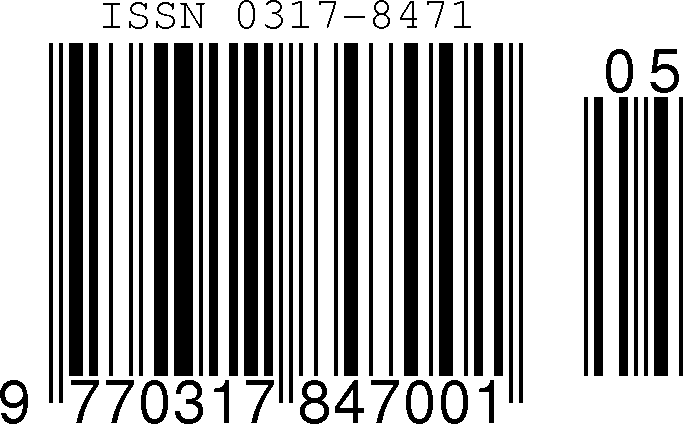
Código de barras para ISSN 0317-8471 com variante de sequência 0 e número de emissão 5

O ISSN (International Standard Serial Number), Número Internacional Normalizado para Publicações Seriadas (português brasileiro) ou Número Internacional Normalizado das Publicações em Série (português europeu), é um Número serial  de oito dígitos, usado para identificação única de uma publicação em série, aceite internacionalmente. O ISSN é especialmente útil na distinção entre séries com o mesmo título . ISSN são utilizados na ordenação , catalogação, empréstimo entre bibliotecas e outras práticas em conexão com a literatura de série.
Seu uso é definido pela norma técnica ISO 3297:2007 - Information and documentation - International standard serial number (ISSN).
O ISSN tem a função de identificar o título de uma publicação seriada (ex. jornais, revistas, anuários, etc.) em circulação, futuras (pré-publicações) e encerradas, seja em qual idioma ou suporte se encontrar (impresso, meio eletrónico, CD-ROM, etc.).
O ISSN é o único identificador de padrão internacional e com isso possibilita rapidez, produtividade, qualidade e precisão na identificação e controle de publicação seriada nas mais diversas atividades e instituições (publicadoras e editoras; livrarias, distribuidoras, agências de assinaturas, varejo automatizado, bancas de jornais, Serviço de Depósito Legal; bases de dados; bibliotecas, centros de documentação, sistemas nacionais e internacionais de informação; catálogos coletivos nacionais e regionais; código de barras de leitura ótica; etc.)
No Brasil, o Instituto Brasileiro de Informação em Ciência e Tecnologia (IBICT) e, em Portugal, a Biblioteca Nacional atuam como centros nacionais dessa rede.